# Ligat ha'Al 2005-2006
La Ligat ha'Al 2005-2006 è stata la 65ª edizione della massima divisione del campionato israeliano di calcio.
Al torneo presero parte 12 squadre, affrontatesi in tre gironi di andata, ritorno e terzo turno, per un totale di 33 giornate.
Iniziata il 26 agosto 2005, la stagione si concluse il 14 maggio 2006 con la vittoria del Maccabi Haifa (decimo titolo in assoluto, il terzo consecutivo dal campionato 2003-2004).
Capocannoniere del torneo fu Shay Holtzman, dell'Ashdod, con 19 goal.

## Squadre partecipanti
| Club                | Città          |
| ------------------- | -------------- |
| Ashdod              | Ashdod         |
| Beitar Gerusalemme  | Gerusalemme    |
| Bnei Sakhnin        | Sakhnin        |
| Bnei Yehuda         | Tel Aviv       |
| Hapoel Kfar Saba    | Kfar Saba      |
| Hapoel Petah Tiqwa  | Petah Tiqwa    |
| Hapoel Tel Aviv     | Tel Aviv       |
| Maccabi Haifa       | Haifa          |
| Maccabi Natanya     | Netanya        |
| Maccabi Petah Tiqwa | Petah Tiqwa    |
| Maccabi Tel Aviv    | Tel Aviv       |
| Nazareth Illit      | Nazareth Illit |

## Classifica finale
|                     | Pos. | Squadra             | Pt | G  | V  | N  | P  | GF | GS | DR  |
| ------------------- | ---- | ------------------- | -- | -- | -- | -- | -- | -- | -- | --- |
| Campione di Israele | 1.   | Maccabi Haifa       | 75 | 33 | 23 | 6  | 4  | 65 | 25 | +40 |
| [ 1 ]               | 2.   | Hapoel Tel Aviv     | 59 | 33 | 16 | 11 | 6  | 51 | 25 | +26 |
|                     | 3.   | Beitar Gerusalemme  | 58 | 33 | 17 | 7  | 9  | 51 | 33 | +18 |
| [ 2 ]               | 4.   | Bnei Yehuda         | 49 | 33 | 14 | 7  | 12 | 37 | 41 | -4  |
|                     | 5.   | Maccabi Petah Tiqwa | 44 | 33 | 12 | 8  | 13 | 37 | 38 | -1  |
|                     | 6.   | Maccabi Tel Aviv    | 44 | 33 | 11 | 11 | 11 | 35 | 37 | -2  |
|                     | 7.   | Maccabi Natanya     | 41 | 33 | 11 | 8  | 14 | 40 | 45 | -5  |
|                     | 8.   | Ashdod              | 39 | 33 | 9  | 12 | 12 | 46 | 47 | -1  |
|                     | 9.   | Hapoel Petah Tiqwa  | 37 | 33 | 9  | 10 | 14 | 38 | 50 | -12 |
|                     | 10.  | Hapoel Kfar Saba    | 34 | 33 | 8  | 10 | 15 | 30 | 41 | -11 |
|                     | 11.  | Nazareth Illit      | 34 | 33 | 8  | 10 | 15 | 25 | 47 | -22 |
|                     | 12.  | Bnei Sakhnin        | 25 | 33 | 5  | 10 | 18 | 28 | 54 | -26 |

## Verdetti
- Maccabi Haifa campione di Israele 2005-2006, qualificato al terzo turno preliminare della Champions League 2006-2007
- Hapoel Tel Aviv, Beitar Gerusalemme e Bnei Yehuda qualificati al secondo turno preliminare della Coppa UEFA 2006-2007
- Maccabi Petah Tiqwa qualificato al secondo turno della Coppa Intertoto 2006
- Nazaret Illit e Bnei Sakhnin retrocessi in Liga Leumit 2006-2007
- Maccabi Herzliya e Hakoah Ramat Gan promosse in Ligat ha'Al 2006-2007

## Classifica marcatori
| Calciatore       | Squadra             | Gol |
| ---------------- | ------------------- | --- |
| Shay Holtzman    | Ashdod              | 18  |
| Roberto Colautti | Maccabi Haifa       | 13  |
| Gustavo Boccoli  | Maccabi Haifa       | 12  |
| Lior Asulin      | Beitar Gerusalemme  | 12  |
| Toto Tamuz       | Hapoel Petah Tiqwa  | 11  |
| Omer Golan       | Maccabi Petah Tiqwa | 11  |
| Yossi Shivhon    | Hapoel Petah Tiqwa  | 11  |